# Tinodes dirghachastra
Tinodes dirghachastra är en nattsländeart som beskrevs av Schmid 1972. Tinodes dirghachastra ingår i släktet Tinodes och familjen tunnelnattsländor. Inga underarter finns listade i Catalogue of Life.